# Mira Nabjelkova
Mira Nabjelkova (slč. Mira Nábělková; 30. mart 1956, Martin) je slovački lingvista.
U periodu od 1975 — 1980 studirala je slovakistiku i rusistiku na Filozofskom fakultetu Univerziteta Komenski u Bratislavi, a od 1980. godine radila je u Institutu za jezik Ljudevit Štur Slovačke akademije nauka u Bratislavi (IJLŠ SAN). 
Godine 1989. odbranila je disertaciju na temu „Odnosni pridevi u slovačkom jeziku: Funkcionalno-semantička analiza desupstantivnih derivata“ (izdato u Bratislavi, Veda 1993). U godinama od 1989 — 1996 bila je član odbora i naučni saradnik Slovačkog lingvističkog društva pri SAN. U periodu od 1991 — 2000 organizovala je međunarodni Kolokvijum mladih lingvista koji je održavan svake godine pod pokroviteljstvom Slovačkog lingvističkog društva i Instituta za jezik Ljudevit Štur. Istovremeno je bila i urednik VARIA – zbornika radova predstavljenih na Kolokvijumima. 
U periodu od 1991-1999 je bila član naučnog veća Instituta za jeik Ljudevit Štur Slovačke akademije nauka.Od 1999. godine je asistent na katedri za slovakistiku Odseka za slavističke i istočnoevropske studije Filozofskog fakulteta Karlovog univerziteta u Pragu. U periodu od 1999-2004 bila je eksterni predavač na Odseku za slavistiku Filozofskog fakulteta Masarikovog univerziteta u Brnu. Tokom poslednje godine boravka na tom univerzitetu dodeljena joj je Srebrna medalja Masarikovog univerziteta za doprinos razvoju češke slovakistike. Bavi se leksikalnom semantikom i tvorbom reči, leksikografijom, sintaksom i sociolingvistikom (problematika jezičkih odnosa češkog i slovačkog jezika).

## Objavljeni radovi
- . (koautorka)

## Spoljašnje veze
- Bibliografija na stranicama Instituta za jezik Ljudevit Štur (1981—2000): 1 2 3
- Bibliografija na stranicama Filozofskog fakulteta Karlovog univerziteta u Pragu (2005+): 4 Архивирано на веб-сајту  (9. јун 2007)